# Gazmend Sinani
Gazmend Sinani (Pristina, 1991. június 22. – Gjakova, 2018. június 23.) válogatott koszovói albán kosárlabdázó.

## Pályafutása
2008 és 2011 között a török Fenerbahçe, 2011-ben a Sigal Prishtina, 2011–12-ben a svéd Malbas, 2012 és 2015 között a svéd Helsingborg kosárlabdázója volt. 2015–16-ban ismét a Sigal, majd 2016-ban a Bashkimi Prizren csapatában játszott. 2016–17-ben a török Muğla Ormanspor, 2017–18-ban a Rahoveci, 2018-ban az angol Leeds Force játékosa volt. A Sigallal egy-egy koszovói bajnoki címet és kupagyőzelmet ért el. Tagja volt a 2016-os Balkán-liga-győztes csapatnak.
2016. augusztus 31-én szerepelt a koszovói válogatott első hivatalos mérkőzésén a szlovén válogatott ellen, ahol 113–68-as vereséget szenvedtek.
2018. június 23-án, egy nappal a 27. születésnapja után, a korai órákban közlekedési balesetet szenvedett Gjakovában. A vele utazó három válogatott játékos Altin Morina, Fisnik Rugova és Granit Rugova, valamint a gyógytornász Kujtim Shala is megsérült, de egyedül ő halt bele súlyos sérüléseibe.

## Sikerei, díjai
Sigal Prishtina
- Koszovói bajnokság
  - bajnok: 2016
- Koszovói kupa
  - győztes: 2016
- Balkán-liga (BIBL)
  - győztes: 2016